# Hans Werner Richter

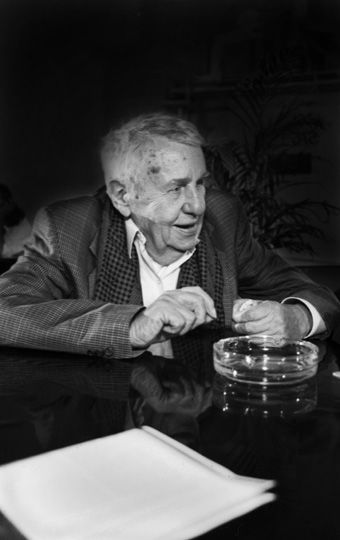
Hans Werner Richter, 1992 in München

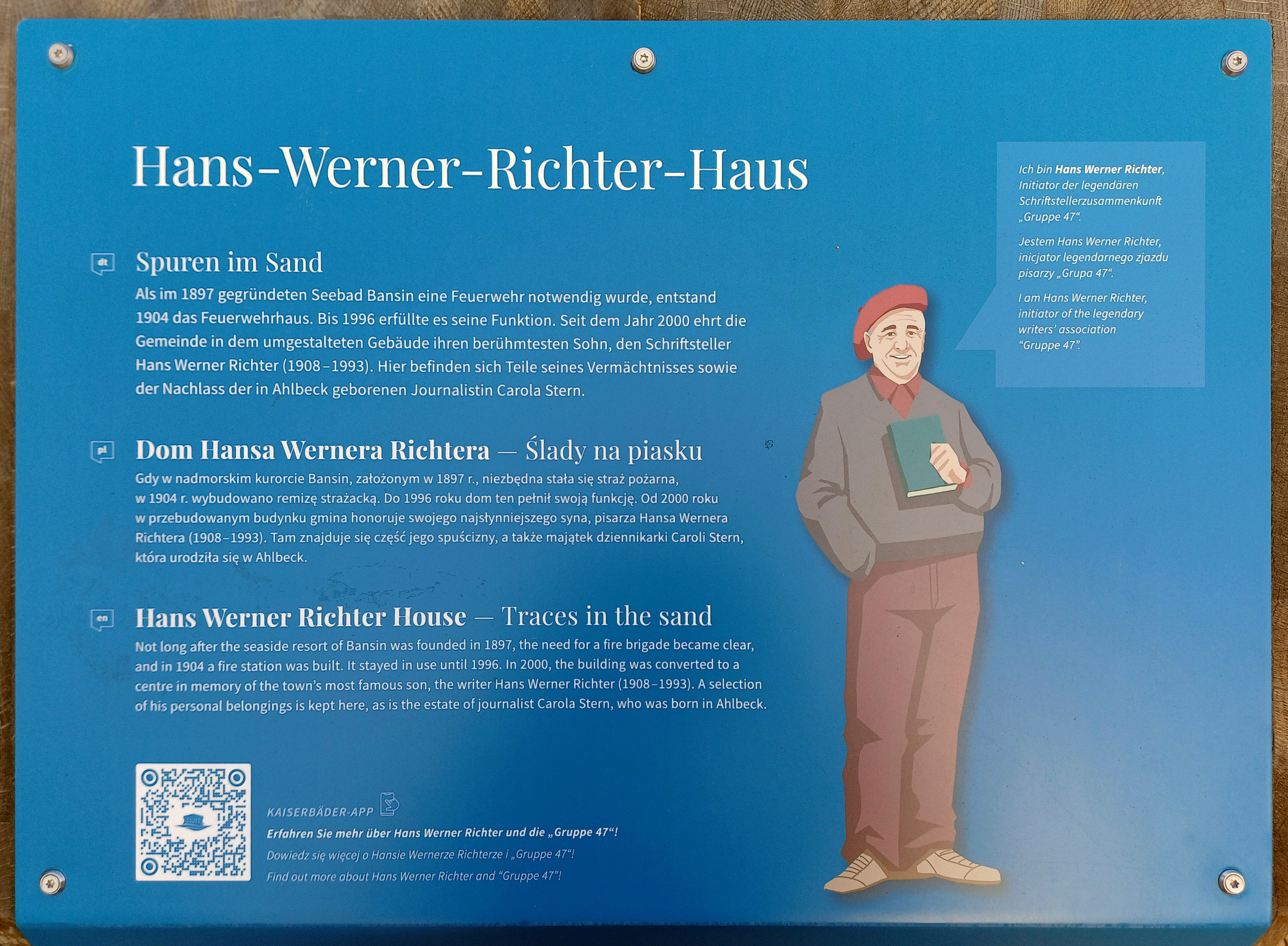
Gedenktafel in Bansin

Hans Werner Richter (* 12. November 1908 in Neu Sallenthin auf Usedom; † 23. März 1993 in München) war ein deutscher Schriftsteller.
Richter ist weniger mit eigenen Werken bekannt geworden, sondern gelangte als Initiator, Spiritus rector und „graue Eminenz“ der Gruppe 47 – der wichtigsten bundesdeutschen Schriftstellergruppierung im Nachkriegsdeutschland – zu weltweiter Berühmtheit und Anerkennung.

## Leben
Hans Werner Richter war Sohn von Anna Richter, geborene Knuth, und des Fischers Richard Richter. Er wuchs im Ostseebad Bansin auf. Er besuchte die Volksschule, begann als 16-Jähriger 1924 eine dreijährige Lehre als Buchhändler in Swinemünde und arbeitete danach als Buchhandelsgehilfe in Berlin.
Richter war evangelisch und trat 1930 der KPD bei. Nach zwei Jahren wurde er 1932 unter dem Vorwurf des Trotzkismus ausgeschlossen. Nachdem er 1933 Zeuge eines NSDAP-Aufmarsches auf dem Tempelhofer Feld in Berlin geworden war, knüpfte er erneut Verbindungen mit der illegalen KPD und versuchte, eine Widerstandsgruppe zu bilden. Als ihm dies nicht gelang, floh er mit seiner Freundin nach Paris. Seine Emigration scheiterte an seiner finanziellen Lage.
Nach seiner Rückkehr 1934 arbeitete er als Buchhändler und Lektor in Berlin und wurde politisch im Untergrund tätig. 1940 verhaftete die Gestapo Hans Werner Richter vorübergehend. Nachdem ihm seine leitende Tätigkeit in einer illegalen pazifistischen Jugendgruppe nicht hatte nachgewiesen werden können, erfolgte die Einziehung zum Wehr- und Kriegsdienst (1940–1943). Sowohl er als auch seine drei Brüder überlebten den Krieg. Hans Werner Richter heiratete 1943 Antonie Lesemann.
In der amerikanischen Kriegsgefangenschaft (1943–1946), zuerst in dem Gefangenenlager Camp Ellis (Illinois), später in Fort Kearney (Rhode Island), gab Richter seit Frühling 1945 die antifaschistischen Zeitschriften Lagerstimme und Der Ruf heraus. An Der Ruf arbeiteten auch Alfred Andersch, Gustav René Hocke und Walter Kolbenhoff mit. Richter und Andersch, die sich persönlich erst nach ihrer Entlassung kennenlernten, gaben ab August 1946 in München Der Ruf weiter heraus. Nachdem die Zeitschrift im April 1947 wegen zu linker, prokommunistischer Einstellungen von der amerikanischen Besatzungsmacht verboten worden war, bildete sich schließlich ein Schriftsteller- und Kritikerkreis, der sich als Gruppe 47 auf informelle Einladung durch Hans Werner Richter in wechselnden Besetzungen zuerst halbjährlich, später bis 1967 jährlich zusammenfand. Ab 1958 gab Richter Die Literatur – Blätter für Literatur, Film, Funk und Bühne heraus.
Im Jahr 1956 begründete er den Grünwalder Kreis. Im März 1958 stimmte der Bundestag mit den Stimmen der CDU und DP für die Ausrüstung der Bundeswehr mit modernsten Waffen. Daraufhin ließ Richter ein Komitee gegen Atomrüstung ins Vereinsregister eintragen. Zahlreiche Intellektuelle, Künstler und Persönlichkeiten des öffentlichen Lebens wurden Mitglieder des Beirats, so Ingeborg Bachmann, Helmut Gollwitzer, Ruth Leuwerik und Loriot. 1959 wurde Richter Präsident der Europäischen Föderation gegen Atomrüstung.
Die SPD zeigte sich erfreut, zog sich aber bald zurück. Die rund 1500 Komitee-Mitglieder fühlten sich alleingelassen.
In die ersten Jahre der Gruppe 47 fiel die mengenmäßig produktivste Phase in Richters Schriftstellerleben. 1950 wurde ihm der Fontane-Preis der Stadt Berlin, 1952 für Sie fielen aus Gottes Hand der René-Schickele-Preis, 1972 der Kulturpreis des Deutschen Gewerkschaftsbundes, 1979 das Große Bundesverdienstkreuz, 1986 der Große Literaturpreis der Bayerischen Akademie der Schönen Künste, ebenso den Andreas-Gryphius-Preis der Künstlergilde Esslingen eV. und 1992 der Pommersche Kulturpreis verliehen. Ab 1951 war er Mitglied des PEN-Zentrums der Bundesrepublik Deutschland. 1973 erhielt er den Ehrenpreis des DGB. 1978 wurde er Ehrendoktor der Universität Karlsruhe, 1979 Ehrenprofessor der Stadt Berlin. Im Jahr 1982 erhielt er die Ehrengabe des Bundesverband der Deutschen Industrie.
Nach seinem Tod am 23. März 1993 in München wurde er auf eigenen Wunsch auf dem Friedhof von Bansin auf der Insel Usedom begraben. Das ehemalige Feuerwehrhaus in Bansin wurde zu einer Gedenkstätte – dem so genannten Hans-Werner-Richter-Haus – umgebaut, in dessen Erdgeschoss unter anderem das Münchener Arbeitszimmer rekonstruiert wurde.

## Hans Werner Richter und die Gruppe 47
Die von ihm initiierte Gruppe 47 war das Lebenswerk Richters, sein Name ist von ihr kaum zu trennen. Durchgehend wird er als die alleinige Autorität der Gruppe anerkannt. Zuweilen wird die Meinung vertreten, dass auf diese Weise viele ganz Große entdeckt (z. B. Ingeborg Bachmann), aber auch übersehen wurden, beispielsweise Paul Celan, der bei der Lesung wegen seiner pathetischen Sprachmelodie und seiner hohen Stilebene, die einigen der Schriftsteller nicht gefiel, gnadenlos durchfiel. Ferner wurden viele hoffnungsvolle Jungpoeten durch ihr traumatisches Erlebnis bei der Gruppentagung doch noch von ihrem Berufswunsch abgebracht. Richter hielt es für eines der beiden größten Verdienste der Gruppe 47, auf solche Weise „viel schlechte Literatur verhindert“ zu haben.
1967 tagte die Gruppe zum letzten Mal, es kam zu Störungen durch gegen das Establishment protestierende, linke Studierende, die Parolen skandierten wie: „Die Gruppe 47 ist ein Papiertiger“.  Die Gruppe wurde aber nicht aufgelöst, Richter verschickte einfach keine Einladungs-Postkarten mehr.

## Werke
- 1947: Deine Söhne Europa – Gedichte deutscher Kriegsgefangener.
- 1949: Die Geschlagenen. Roman.
- 1951: Sie fielen aus Gottes Hand. Roman.
- 1953: Spuren im Sand. Roman.
- 1955: Du sollst nicht töten. Roman.
- 1959: Linus Fleck oder Der Verlust der Würde. Roman.
- 1962: Bestandsaufnahme – Eine deutsche Bilanz.  Als Herausgeber. Kurt Desch, München.
- 1963: Almanach der Gruppe 47 – 1947–1962. Als Herausgeber.
- 1965: Plädoyer für eine neue Regierung oder Keine Alternative.
- 1965: Menschen in freundlicher Umgebung. Sechs Satiren. Wagenbach, Berlin.
- 1966: Karl Marx in Samarkand – Eine Reise an die Grenzen Chinas. Mit Fotos von Antonie Richter. Luchterhand, Neuwied/Berlin.
- 1971: Rose weiß, Rose rot. Roman. Hoffmann und Campe, Hamburg, ISBN 3-455-06270-9.
- 1973: Rache für den Ziegenbock. Kinderbuch.
- 1974: Briefe an einen jungen Sozialisten. Deutscher Taschenbuch-Verlag, München 1990, ISBN 3-423-11252-2.
- 1975: Kinderfarm Ponyhof. Kinderbuch.
- 1978: Bärbel Hoppsala. Kinderbuch.
- 1980: Die Flucht nach Abanon. Erzählung. Nymphenburger, München, ISBN 3-485-00382-4.
- 1981: Die Stunde der falschen Triumphe. Roman. Wagenbach, Berlin, ISBN 978-3-8031-2642-9.
- 1981: Berlin, ach Berlin. Als Herausgeber.
- 1982: Geschichten aus Bansin. Nymphenburger, München, ISBN 3-485-00418-9.
- 1982: Ein Julitag. Roman. Nymphenburger, München, ISBN 3-485-00431-6.
- 1986: Im Etablissement der Schmetterlinge – Einundzwanzig Portraits aus der Gruppe 47. Nymphenburger, München, ISBN 3-446-14543-5.
- 1989: Reisen durch meine Zeit. Lebensgeschichten. Hanser, München 1989, ISBN 3-446-15402-7.
- 1990: Deutschland deine Pommern – Wahrheiten, Lügen und schlitzohriges Gerede. Reich, Rostock, ISBN 3-86167-020-8.

Tagebücher
- Mittendrin. Die Tagebücher 1966–1972. Herausgegeben von Dominik Geppert in Zusammenarbeit mit Nina Schnutz. Mit einem Vorwort von Hans Dieter Zimmermann und einem Nachwort von Dominik Geppert. Beck, München 2012, ISBN 978-3-406-63842-8.[7]